# かがみの孤城
『かがみの孤城』（かがみのこじょう、英: THE SOLITARY CASTLE IN THE MIRROR）は、辻村深月による日本の小説。

## 概要
『asta*』2013年11月号から2014年10月号にかけて連載され、大幅な加筆修正を施した上で、2017年5月にポプラ社より刊行された。2023年10月時点で累計発行部数は200万部を突破しており、2018年には本屋大賞も受賞している。
当初は「かがみの城」というタイトルにする予定だったものの、担当編集者が提案した「敵に囲まれて身動きが取れなくなっている城」を意味する「孤城」を名付けたという。
作者の辻村深月は、本作が誰かの「城」のような居場所になればいいという思いを込めながら書いたと述べている。また、自身にいじめや不登校の経験はないものの、学校に特段の楽しさを感じていたわけでもなく、そのことが学校を舞台にした小説を書く原動力になったと思う、とも述べている。
本作のオーディオブックも出されているほか、『ウルトラジャンプ』（集英社）にて2019年7月号から2022年3月号までコミカライズ版が連載された。作画担当は武富智。
2020年、本作を原作とした舞台の公演が成井豊の脚本・演出で行われた。
2022年2月には劇場アニメ化が発表され、同年12月23日に公開された。

## あらすじ
2005年、中学1年生の女の子・安西こころは、同級生・真田美織（さなだみおり）から受けたいじめが原因で不登校が続き、子供育成支援教室（フリースクール）にも通えずに家に引き籠もる生活を続けていた。5月のある日、自室の鏡が光り、吸い込まれたこころは、その向こうのオオカミさまという狼面をつけた謎の少女が仕切る絶海の孤城で、自分と似た問題を抱える中学生リオン、フウカ、スバル、マサムネ、ウレシノ、アキと出会う。
子供たちを「赤ずきん」と呼ぶオオカミさまは、この孤城の中に隠された「願いの鍵」を見つけられた1人だけが願いの部屋へ入ることができ、どんな願いでも叶えられると説明する。ただし、孤城にはルールがあり、日本時間の午前9時から午後5時までは鏡を通って現実世界から来て良いが、午後5時以降に孤城に1人でも残っていると、その日に城内にいた者は連帯責任で狼に喰われる。そして、誰かが願いを叶え、この城から出た時点で全員の記憶が消えるという。鍵を探す以外には特に何も起こらない城内でこころは、いじめなどしないマイペースな中学生たちと穏やかな友人関係を築いていく。
ある時、アキがこころと同じ制服を着て城に来たことで、リオンを除く全員が同じ雪科第五中の生徒であることが判明する。リオンも同じ中学に通うはずだったが、母親に厄介払いとしてハワイにサッカー留学させられているのだ。マサムネは三学期の始業式に、リオン以外のみんなに1日だけでいいから学校で会いたいと申し出たが、当日学校に行くと誰とも会えず、お互いの在籍すら確認できなかった。マサムネは、自分たちがパラレルワールドの住人同士だから、現実の世界で会えないのだと推理するが、オオカミさまは違うと答える。
こころは仲違いしていたクラスメイトの東条萌と和解する。萌の家で童話『7匹の子山羊』という山羊が狼に襲われる絵本を見たこころは、鍵の在り処のヒントが「赤ずきん」ではなく「7人」という人数だと気づいた。だが同じ頃、家庭内の問題から精神的に帰宅できなくなったアキが、5時を過ぎても城に残っていたために、ルール違反で狼に喰われた。こころの部屋の鏡は砕け、同じ日に城にいたリオン、フウカ、ウレシノ、マサムネ、スバルも連帯責任で狼に喰われる。こころは鏡の割れ残りの部分をくぐって城ヘ向かう。『7匹の子山羊』の絵本では、6匹目までは狼に喰われる。7匹目の子山羊の隠れ場所が鍵の在り処だと突き止めたこころは、アキのルール違反を「なかったこと」にするよう願い、仲間たちを取り戻した。
願いが叶い、一同が現実世界に戻る支度をする間に、オオカミさまがリオンの死んだ姉・ミオだということが判明する。皆がフルネームを教え合い、鏡をくぐって帰る中、リオンはオオカミさまである懐かしい姉に感謝と別れの言葉を伝え、孤城で過ごした記憶を残して欲しいと頼む。オオカミさまは善処するといい、狼面を外し、リオンに微笑みかけると、リオンは鏡から元の世界へ戻った。
現実世界の7人はパラレルワールドの住人ではなく、実はそれぞれ異なる年代に生まれていたのだ（詳細は後述）。先に生まれたアキはフリースクールのカウンセラーとなり、後に成長したこころたちに寄り添うことになる。
2006年、孤城の記憶を失ったまま、新学年から学校へ通う決心をして登校したこころは、校門前で転校生である水守理音（リオン）に声をかけられ一緒に歩く。

## 登場人物
声の項はオーディオブック版 / 劇場版を示し、ミオ、養護の先生、アキの義父、スバルの祖母、スバルの祖父、マサムネの母、マサムネの父、ウレシノの母、ピアノ教室の先生、喜多嶋の同僚、池田仲太は劇場版のみを示す。また、リオンの父と鮫島はオーディオブック版のみを示す。
こころ / 安西 こころ（あんざい こころ）
声 - 花守ゆみり / 當真あみ
本作の主人公。中学1年生。おとなしく内気な性格でこれといった取り柄がなく、自分に自信が持てないでいた。物語序盤はいじめに遭ったこともあり、物事をネガティブに考え、悩むことも多かったが、城のメンバーとの交流を経て徐々に変わっていく。4月、同じクラスの中心女子の真田美織を中心とするいじめに遭い、不登校になった。フリースクールに通うことを決心するものの、ストレス性の反応から初日の朝に腹痛を起こすが、理解のない母親には信じてもらえなかった。そのまま部屋に閉じこもり、閉塞感と焦燥感を募らせていたところ、自室の鏡が光り、その向こうの城に招かれるが、恐怖のあまり初日は逃げ出した。物語終盤でピンチに陥った仲間を助けるために奮闘し、6人のうちある1人のメンバーを説得する。好きな食べ物は三色そぼろ御飯と母が作る皮から手作りの餃子。両親が共働きのため、お米は毎日研いでいる様子。恋愛が苦手で、ウレシノが自分に好意を寄せていると知った時には内心引いていた。
リオン / 水守 理音（みずもり りおん）
声 - 島崎信長 / 北村匠海（矢島晶子〈少年時代〉）
中学1年生。芸能人並みのイケメンで明るく気さくで一癖あるこころたち城のメンバーにも平等に話しかけられるため、メンバーであることを不思議に思われている。穏やかで仲間思いな性格だが、怒らせると怖く、ウレシノがメンバーに暴言を吐いた際には「そんな言い方ないだろ」と咎めるなど、言うべきことはしっかり言う。趣味と特技はサッカー。本人は雪科第五中に通いたかったが、母親に厄介払いとしてハワイへ無理矢理留学させられており、日本人である城のメンバーと過ごす時間を大切に思っている。6歳の時に姉のミオを亡くしている。学校の関係で城には夕方からやってくる。メンバーにクリスマスパーティーの提案をし、母親が作ったケーキを持参した。城で過ごす中であることに気付くが、他のメンバーには言わずに胸に秘めている。中学2年生になった時に日本へ帰国し、雪科第五中に転校して、こころに真っ先に声をかける。
アキ / 井上 晶子（いのうえ あきこ）
声 - 伊藤かな恵 / 吉柳咲良
中学3年生。明るく、快活そうで、背が高い。気が強く、思ったことは遠慮なく口にするため、彼女の発言がもとで険悪ムードになることもある。また、突拍子もない行動に出た結果、メンバーが迷惑することもあるため、スバルは「問題児ってかんじだよなぁ」と冗談交じりでつぶやいたこともある。しかし、メンバーのお姉さん的な存在で初対面のこころに真っ先に話しかけ、こころとフウカをお茶に誘い、紅茶と可愛いナプキンを用意するなど、女子らしい気遣いもできる一面もある。髪を染めたスバルに他のメンバーがドン引きしている中、彼と「学校の先生に怒られない？」などと平然と会話していた。
だが、バレーボール部で後輩に反省会などで半ば強制的に行動させていたため、後から陰口を言われるようになり、不登校になる。物語中盤、偶然学校の制服を着て城に現れ、このことがメンバーの共通点を知る重要な手がかりとなる。義父から性的暴行を受けそうになったことで帰宅を拒み、5時を過ぎても城に残っていたため、こころ以外の5人と共に狼に喰われる。
喜多嶋先生 / 喜多嶋 晶子（きたじま あきこ）
声 - 豊口めぐみ / 宮﨑あおい
こころを優しく見守るフリースクールの先生で、アキの成長した姿。後の夫となる知り合いの医師・喜多嶋の患者であるミオに勉強を教えていた。
アニメ映画版では城で過ごした記憶が残っているとも解釈できるような描写が見られる。
スバル / 長久 昴（ながひさ すばる）
声 - 西山宏太朗 / 板垣李光人
中学3年生。背が高く、色白でそばかす顔の男子。こころからは『ハリー・ポッター』のロン似の男子と称されている。現実世界の時系列では最年長。紳士的で優しいが、物語中盤で髪を金髪にし、皆を驚かせる。両親と離れ、兄と共に祖父母の家で暮らしている。父がつけてくれた自身の名前をとても気に入っている。マサムネと仲が良く、彼が持ち込んだゲームでよく一緒に遊んでいる。最初のころ、ずっと城に来ていなかったこころを温かく迎え入れた。「イケメン」の意味がわからず、マサムネがリオンのことを陰で「イケメン」と言っていたのを聞いて悪口なのかと彼に尋ねていた。
マサムネ / 政宗 青澄（まさむね あーす）
声 - 小林裕介 / 高山みなみ
中学2年生。生意気で理屈っぽい性格で口が悪いため、他人と衝突しやすい。根っからのゲームおたくで愛着心が人一倍強い。自身が持っているゲームの性能の良さをしょっちゅう自慢し、愛着心の強さゆえにゲームに対する理解がないメンバーや基礎知識に乏しいメンバーにあきれ、時にはケンカになることもある。公立中学には通わせないという両親の方針もあり、中学校には通わずに学習塾に通っている。頭は良く、全国模試の順位はいいらしい。しかし、ゲーム作成者の友達などと嘘をつく機会が多くなり、学校で「ホラマサ」と呼ばれていじめられるようになったため、不登校になっている。物語中盤、リオン以外のみんなに1日だけでいいから学校で会うことをお願いする。
フウカ / 長谷川 風歌（はせがわ ふうか）
声 - 大和田仁美 / 横溝菜帆
中学2年生。眼鏡をかけていて、声優のように声が高い。ピアノが上手で小さいころから習っていたが、コンクールでランキング圏外になるなど伸び悩んでいた。母親がピアノばかりに力を入れているため、学校に行っても勉強が追いつかず他の子と話も合わなくなるうえに、指使いの練習をよくしていることから、その仕草を真似されたり陰口を言われたりしたため、不登校になった。
ウレシノ / 嬉野 遥（うれしの はるか）
声 - 堀江瞬 / 梶裕貴
中学1年生。小太りの男子。現実世界の時系列では最年少。食べることが好きらしく、城に招かれて早々に食べ物はないかと気にしており、こころが林檎を持ってきた際には大喜びしている。恋愛気質で惚れっぽいが、自分に素直なだけであり、城に来て1週間ほどでアキに告白して振られた後、こころが林檎の皮を剥いていたことをきっかけに、恋愛対象はこころに移り、しまいにはウレシノがこころの部屋に行こうとしたところ、フウカが怒って止めたため、恋愛対象がフウカに移る。そのため、女子からは内心呆れられており、男子からはからかわれている。また、ずれた発言が多い。フウカの誕生日プレゼントには花束を渡した。からかわれたりバカにされたりすることが多く、本人は内心傷ついており、今まで溜め込んでいた不満をぶちまけたこともある。家は裕福らしく同級生に食事を奢るなどしているが、実際は金づる程度にしか思われていなかった。
オオカミさま
声 - 東山奈央 / 芦田愛菜
狼の仮面をつけた少女。城の案内人。いつも人形が着るようなかわいいドレスを着ている。常に尊大な口調で話し、城に招かれて早々に逃げ出したこころや帰ろうとしたスバルに説教するなど、上から目線の態度であるため、こころは内心「ずいぶん横柄なお世話係だ」と思った。こころたちに城でのルールや過ごし方などの説明をする。メンバーとは常に一緒にいるわけではないが、呼べばすぐに現れ、呼んでもいないのに突然現れることもある。意味深な発言でメンバーを翻弄している。ものは食べるらしく、クリスマスパーティーの際にリオンが持ってきたケーキを受け取り、「分けてもらえるなら持ち帰らせてもらおう」と言っていた。物語終盤、彼女の正体がリオンの死んだ姉・ミオであったことが判明する。
ミオ / 水守 実生（みずもり みお）
声 - 美山加恋
リオンの姉。リオンが6歳の時に亡くなっているが、オオカミさまとして現れる。病気がなければ雪科第五中に通うはずだった。命日は3月30日。
こころの母
声 - 田澤茉純 / 麻生久美子
こころの本心が分からず悩みながらも、フリースクールの先生の支えも得ながら温かく寄り添い、理解者になっていく。舞台版では名前が「望美（のぞみ）」になっている。
伊田（いだ）先生
声 - 髙木朋弥 / 藤森慎吾
こころの担任教師。生徒思いに見えるが実際は事なかれ主義者でこころのいじめに対する理解もなく当事者同士の話し合いを優先して真剣に向き合っていない。
養護の先生
声 - 滝沢カレン
東条 萌（とうじょう もえ）
声 - 千本木彩花 / 池端杏慈
こころの中学校での唯一の友達。父親が大学で児童文学を教えているため、転校が多い。こころと和解した後にこころ以外の6人が狼に喰われた際、『7匹の子山羊』の絵本をこころに貸す。
真田 美織（さなだ みおり）
声 - 幸村恵理 / 吉村文香
こころの同級生。表向きは明るく社交的だが、本心は自己中心的かつ傍若無人な性格で他の女子生徒と共にこころを一方的にいじめて不登校に追い込んだ張本人。
こころの父
声 - 亀山雄慈 / 比嘉良介
リオンの母
声 - 小田果林 / 水神のりこ
リオンの父
声 - 喜多田悠
フウカの母
声 - 瀬戸歩 / 酒井玲
アキの義父
声 - 団長安田
スバルの祖母
声 - 有賀由樹子
スバルの祖父
声 - 野川雅史
マサムネの母
声 - 優希麻梨子
マサムネの父
声 - 門馬勝貴
ウレシノの母
声 - キンタロー
ピアノ教室の先生
声 - 河邑ミク
喜多嶋の同僚
声 - 岩田絵里奈
池田 仲太（いけだ ちゅうた）
声 - 佐竹祐哉
こころが小学生の時の同級生で、小学6年生の時はこころと友達だった。真田美織の恋人（後に破局した模様）。
鮫島先生 / 鮫島 百合子（さめじま ゆりこ）
声 - 進藤亜由美

### みんなの今
孤城に招かれた7人が実際に生活していた年代（城が閉じた時点）と中学校での学年は以下の通りである。なお、年代が7年ごとに離れているのに1999年の生徒がいないのは、オオカミさまの正体であるミオが死んだ年が同年だからである。
| 略称     | 年代   | 学年 |
| -------- | ------ | ---- |
| スバル   | 1985年 | 3年  |
| アキ     | 1992年 | 3年  |
| こころ   | 2006年 | 1年  |
| リオン   | 2006年 | 1年  |
| マサムネ | 2013年 | 2年  |
| フウカ   | 2020年 | 2年  |
| ウレシノ | 2027年 | 1年  |

## 書誌情報

### 小説
ハードカバー
- 辻村深月 『かがみの孤城』 ポプラ社、2017年5月11日発売、ISBN 978-4-591-15332-1

文庫本
- 辻村深月 『かがみの孤城』 ポプラ社〈ポプラ文庫〉、全2巻
  - 上：2021年3月5日発売、ISBN 978-4-591-16971-1
  - 下：2021年3月5日発売、ISBN 978-4-591-16972-8

児童書
- 辻村深月 / 村山竜大（イラスト）『かがみの孤城』 ポプラ社〈キミノベル〉、全2巻
  - 上：2022年3月16日発売、ISBN 978-4-591-17316-9
  - 下：2022年3月16日発売、ISBN 978-4-591-17317-6

### 漫画
- 辻村深月（原作） / 武富智（作画） 『かがみの孤城』 集英社〈ヤングジャンプ コミックス〉、全5巻
  1. 2019年12月19日発売[26]、ISBN 978-4-08-891450-3
  2. 2020年7月17日発売[27]、ISBN 978-4-08-891612-5
  3. 2021年2月19日発売[28]、ISBN 978-4-08-891782-5
  4. 2021年9月17日発売[29]、ISBN 978-4-08-892101-3
  5. 2022年5月18日発売[30]、ISBN 978-4-08-892305-5

## オーディオブック
2019年11月20日にオーディオブック配信サービス「audiobook.jp」から配信開始。「audiobook.jp」を運営するオトバンクが2019年12月にSiriでの読み上げに対応したのを記念しユーザーに「年末年始に聴きたいオーディオブックランキングベスト3」を聞いたところ、本作が1位に選ばれている。

## 受賞
本作は、2018年の第15回本屋大賞を受賞するなど、9冠を達成した他、複数の賞を受賞している。
| 年     | 賞の名前                                         | 順位   | 出典          |
| ------ | ------------------------------------------------ | ------ | ------------- |
| 2017年 | 2017年啓文堂書店文芸書大賞                       | 大賞   | [ 32 ]        |
| 2017年 | 『ダ・ヴィンチ』BOOK OF THE YEAR2017（小説部門） | 1位    | [ 32 ]        |
| 2017年 | このミステリーがすごい！2018年国内賞             | 8位    | [ 33 ] [ 34 ] |
| 2017年 | 『王様のブランチ』の「ブランチBOOK大賞2017」     | 大賞   | [ 32 ]        |
| 2017年 | キノベス！第15回 2018年                          | 4位    | [ 35 ]        |
| 2018年 | 第11回神奈川県学校図書館員大賞（KO本大賞）       | 大賞   | [ 32 ]        |
| 2018年 | 埼玉の高校図書館司書が選んだイチオシ本2017       | 1位    | [ 32 ]        |
| 2018年 | 熊本県学校図書館大賞2017                         | 大賞   | [ 32 ]        |
| 2018年 | 第15回本屋大賞                                   | 1位    | [ 32 ]        |
| 2018年 | 第6回ブクログ大賞（小説部門）                    | 大賞   | [ 32 ]        |
| 2021年 | 『ダ・ヴィンチ』BOOK OF THE YEAR2021（文庫部門） | 1位    | [ 32 ]        |
| 2023年 | オーディオブック大賞2023文芸部門                 | 準大賞 | [ 7 ]         |

## 舞台
2020年、本作を原作とした舞台が公演された。2022年に『辻村深月シアター』として、著者の同じ『ぼくのメジャースプーン』と共に舞台化された。脚本・演出は成井豊、企画・製作・主催はナッポスユナイテッド。音楽はFor Tracy Hyde。

### 2020年版
公演日程
- 【東京】2020年8月28日 - 9月6日、サンシャイン劇場
- 【大阪】2020年9月18日 - 20日、サンケイホールブリーゼ
- 【愛知】2020年9月22日、刈谷市総合文化センター アイリス 大ホール

出演者
- 安西こころ - 生駒里奈
- リオン - 溝口琢矢
- スバル - 野田裕貴（梅棒）
- マサムネ - 山本沙羅
- ウレシノ - 前田航基
- 喜多嶋先生 - 原田樹里
- フウカ - 河内美里
- 安西望美 - 渡邊安理
- 伊田先生 - 多田直人
- 東条萌 - 木村玲衣
- ミオ - 石森美咲
- アキ - 稲田ひかる
- 真田美織 - 澤田美紀

### 2022年版
公演日程
- 【東京】2022年5月26日 - 29日、サンシャイン劇場（『ぼくのメジャースプーン』は5月25日 - 28日）
  - 当初は2022年5月21日からの予定だったが、公演関係者から新型コロナウイルスの陽性反応が確認され日程が変更された。

- 【新潟】2022年6月4日、りゅーとぴあ 新潟市民芸術文化会館

出演者
- こころ - 田野優花
- リオン - 池岡亮介
- 喜多嶋先生 - 原田樹里（キャラメルボックス）
- スバル - 野田裕貴（梅棒）
- フウカ - 相楽伊織
- アキ - 稲田ひかる
- マサムネ - 田中亨
- ウレシノ - 松崎浩太郎
- ミオ - 石森美咲（キャラメルボックス）
- 望美 - 森めぐみ（キャラメルボックス）
- 東条萌 - 和田みなみ
- 真田美織 - 澤田美紀（イッツフォーリーズ）
- 伊田先生 - 岡田達也（キャラメルボックス）

## 劇場アニメ
2022年12月23日に公開。監督は『クレヨンしんちゃん 嵐を呼ぶ モーレツ!オトナ帝国の逆襲』『河童のクゥと夏休み』などの原恵一、脚本は『百日紅 〜Miss HOKUSAI〜』などの丸尾みほ、キャラクターデザインと総作画監督は『劇場版 七つの大罪 天空の囚われ人』などの佐々木啓悟、ビジュアルコンセプトと孤城デザインは『攻殻機動隊 SAC_2045』などのイリヤ・クブシノブ、音楽は『そして、バトンは渡された』などの富貴晴美が務め、制作は『あの日見た花の名前を僕達はまだ知らない。』『心が叫びたがってるんだ。』などのA-1 Picturesが手がけた。キャッチコピーは「君を、ひとりにはしない。」「きっと、“人生の宝物”になる。」。
第52回ロッテルダム国際映画祭のLimelight部門に邦画アニメで史上初の正式出品となり、現地時間2023年2月2日に上映された。
第46回日本アカデミー賞優秀アニメーション作品賞を受賞。

### 製作
原の実写初監督作品『はじまりのみち』のプロデューサーでもあった松竹の新垣弘隆が、本作のアニメ映画化を原に打診。原は、同じく中学生を主人公とした『カラフル』を以前に手がけたこともあり、オファーを受けるか迷い、旧知の仲であったProduction I.Gの石川光久に相談したところ、「絶対にやったほうがいい」という後押しを受けて、オファーを受諾した。
原作は文庫本で上下巻に分かれるほどボリュームがあるが、原作の良さを引き出しつつ、映画の尺に収めるため、主人公こころの心情を中心に描き、悩める少女がヒロインになっていく物語として脚本をまとめ上げた。一方で、高山みなみが声優を務めるマサムネが江戸川コナンの「真実はいつも一つ！」という決め台詞を発するという演者繋がりの小ネタを盛り込みつつ、この台詞に対する他の5人の反応や作中に登場するオルゴールが城の秘密を示す伏線になっているなど、映画オリジナルの演出も取り入れられている。
なお、アフレコについて、通常アニメのアフレコは複数人が同時に行うことが多いのに対し、本作では的確な指示を出す目的や若い声優への配慮から個別にレコーディングを行った。

### キャスト
- 安西こころ - 當真あみ[15]
- リオン - 北村匠海[19]
- アキ - 吉柳咲良[19]
- スバル - 板垣李光人[19]
- フウカ - 横溝菜帆[19]
- マサムネ - 高山みなみ[19]
- ウレシノ - 梶裕貴[19]
- こころの母 - 麻生久美子[19]
- 喜多嶋先生 - 宮﨑あおい[19]
- オオカミさま - 芦田愛菜[22]
- 伊田先生 - 藤森慎吾[24]
- 養護の先生 - 滝沢カレン[24]
- リオン（少年） - 矢島晶子[20]
- 東条萌 - 池端杏慈[20]
- 水守実生 - 美山加恋[20]
- 真田美織 - 吉村文香[20]
- こころの父 - 比嘉良介
- リオンの母 - 水神のりこ
- フウカの母 - 酒井玲[25]
- アキの義父 - 団長安田
- スバルの祖母 - 有賀由樹子
- スバルの祖父 - 野川雅史
- マサムネの母 - 優希麻梨子[25]
- マサムネの父 - 門馬勝貴[25]
- ウレシノの母 - キンタロー
- ピアノ教室の先生 - 河邑ミク
- 喜多嶋の同僚 - 岩田絵里奈
- 池田仲太 - 佐竹祐哉

### スタッフ
- 原作 - 辻村深月『かがみの孤城』（ポプラ社刊）[14]
- 監督 - 原恵一[44]
- 脚本 - 丸尾みほ[15]
- キャラクターデザイン・総作画監督 - 佐々木啓悟[15]
- ビジュアルコンセプト・孤城デザイン - イリヤ・クブシノブ[15]
- 音楽 - 富貴晴美[15]
- 主題歌 - 優里「メリーゴーランド」（ソニー・ミュージックレーベルズ）[20]
- 製作 - 髙𣘺敏弘、沢桂一、岩上敦宏、宮本典博、千葉均、石川光久、茅野洋、只野正弘、加藤智啓、中嶋裕之、小櫻顕、廣瀬健一
- エグゼクティブプロデューサー - 吉田繁暁、飯沼伸之
- 企画・プロデューサー - 新垣弘隆、櫛山慶
- アソシエイトプロデューサー - 古橋宗太、秋田周平、片山暁穂
- アニメーションプロデューサー - 藤田祥雄、渋谷晃尚
- 演出 - 長友孝和
- 美術監督 - 伊東広道
- 美術設定 - 中村隆
- 美術ボード - 大野広司
- 色彩設計 - 茂木孝浩
- CGモデリングディレクター - 稲垣宏
- CGアニメーションディレクター - 牛田繁孝
- 撮影監督 - 青嶋俊明、宮脇洋平
- 編集 - 西山茂
- 音楽プロデューサー - 高石真美
- 宣伝プロデューサー - 筧万弥子
- アシスタントプロデューサー - 小布施顕介
- 制作 - A-1 Pictures[44]
- 企画・製作幹事 - 松竹、日本テレビ放送網
- 配給 - 松竹[14]

### 興行
全国307館で上映され、公開後オープニング3日間の興収は1億4643万7130円を記録。2022年12月24日と翌25日の2日間の映画動員ランキング（興行通信社調べ）で初登場6位となり、以降6週連続でランクインを記録。2023年2月17日時点で累計興行収入10億円を突破した。また、Filmarksの初日満足度ランキングでは第1位を獲得している。
公開時の来場者特典として原作者の辻村と監督の原のアイデアによる、登場人物の「その後の風景」を描いたポストカード（執筆はキャラクターデザインの佐々木啓悟）6種類が配布され、2023年1月20日からはそれらのイラストが本編の後に「スペシャル映像」として上映された。さらに、来場者特典の第2・3弾として「ここだけの風景」を描いたポストカードが、1月20日から2週連続で追加配布され、第4弾として2月23日から「スペシャルイラストカード」が配布された。
2023年3月27日には、本作と同じ辻村原作による実写映画『ハケンアニメ！』とのコラボトークイベントが開催され、同作の監督吉野耕平や本作の監督の原、また両作品に出演した声優の梶、原作の辻村が登壇、作品の感想やアフレコ現場の様子などが語られた。また、3月30日には、作中で城が閉じる日付が「3月30日」とされていることにちなみ、丸の内ピカデリーで「『かがみの孤城』閉城の日」と銘打ったイベントが実施されて監督の原と主演の當真が登壇し、Twitterで募集した人気シーンベスト3の発表や、原から當真への「修了証書」の授与などが行われた。
2023年5月26日からは、本作がアヌシー国際アニメーション映画祭（6月11日 - 17日）のコンペティション部門に正式出品されることを記念して、本編に加えてスペシャル映像「かがみの孤城の前と後」が上映される特別上映が実施される他、通常上映でも入場者特典として、フィルム風しおりが、ドルビーシネマでもA3サイズのクリアポスターがプレゼントされる。

#### 日本国外
| 国・地域       | 公開日                | 配給                 | 題名                                | 出典          |
| -------------- | --------------------- | -------------------- | ----------------------------------- | ------------- |
| 香港           | 2023年3月30日         | Neofilms             | 鏡之孤城                            | [ 65 ]        |
| 台湾           | 2023年3月31日         |                      | 鏡之孤城                            | [ 66 ]        |
| 韓国           | 2023年4月12日         | 워터홀컴퍼니         | 거울 속 외딴 성                     | [ 67 ]        |
| 中国           | 2023年6月9日          | 第25回上海国際映画祭 | 镜之孤城                            | [ 68 ]        |
| フィリピン     | 2023年6月21日         | Pioneer Films        | Lonely Castle in the Mirror         | [ 66 ] [ 69 ] |
| アメリカ合衆国 | 2023年6月21日（字幕） | GKIDS                | Lonely Castle in the Mirror         | [ 66 ] [ 69 ] |
| アメリカ合衆国 | 2023年6月22日（吹替） | GKIDS                | Lonely Castle in the Mirror         | [ 66 ] [ 69 ] |
| ベトナム       | 2023年6月30日         | Lotte Entertainment  | Cô Thành Trong Gương                | [ 66 ] [ 69 ] |
| フランス       | 2023年9月6日          | ユーロズーム         | Le château solitaire dans le miroir | [ 66 ] [ 69 ] |
| タイ           | 2023年10月19日        |                      | หมาป่าโดดเดี่ยว ปราสาทเดียวดาย ในกระจก  | [ 66 ]        |
| フィンランド   | 2023年11月10日        |                      |                                     | [ 66 ]        |
| スウェーデン   | 2024年1月12日         |                      | Det ensamma slottet i spegeln       | [ 66 ]        |
| スペイン       | 2024年4月5日          |                      | El castillo a través del espejo     | [ 66 ]        |

### 評価
公開から約1か月が経過した2023年2月3日の『東京新聞』は、実際に不登校を経験した観客が自分の体験と重ね合わせて共感・評価する反応を示しているという内容を、監督の原のインタビューも交えて報じた。原はコメントの中で、自身に不登校の経験はないものの「気持ちはわかる」と話し、不登校となった人には「少し前向きに受け止めてほしい」、また映画を見た人には「（不登校の人に）以前と少し違った接し方をしてほしい」という意見を述べた。
ラジオDJ・映画評論家としても活動するRHYMESTERの宇多丸は、自身がパーソナリティを務める『アフター6ジャンクション』（2023年1月6日放送分）で本作を批評。「子どもたちのために作られた映画であると同時に、大人にとっても大切な作品になりうるよう、丁寧に誠実に作られている」というリスナーの投稿を紹介し、自身も「傷ついた魂に届けようとしている作品というのは、そうそうないのではないか？ その志に、私は本当に打たれますし。観れば観るほど丁寧に作られた、上質な作品だと思います。」と評価した。
『映画芸術』元編集部の石井達也は『リアルサウンド』で、本作の予告編で最後に出る「きっと“人生の宝物”になる」の一文について、鑑賞後だと決して誇張ではないと述べ、原の人間の悪意を見事に演出する手法により、いじめを受けたこころが感じる恐怖や怒りがリアルに感じられると評している。
ハライチの岩井勇気は、作中のイジメ問題が解決されないまま終わる描写に対して現実味を感じた他、イジメなどによって実生活が順調でない子供たちが集められたにもかかわらず、孤城の7人の中にもある種の力関係ができてしまうところに感心したと語り、登場人物の心情や態度の変化などに注目しながら複数回に渡って鑑賞することを推奨している。

### 受賞・ノミネート
| 賞                                               | 部門                       | 対象         | 結果       | 出典          |
| ------------------------------------------------ | -------------------------- | ------------ | ---------- | ------------- |
| 第46回日本アカデミー賞                           | 優秀アニメーション作品賞   | かがみの孤城 | 受賞       | [ 46 ]        |
| 第52回ロッテルダム国際映画祭                     | Limelight部門              | かがみの孤城 | ノミネート | [ 45 ]        |
| 第49回シアトル国際映画祭                         | Futurewave 審査員特別賞    | 原恵一       | 受賞       | [ 72 ]        |
| 第47回アヌシー国際アニメーション映画祭           | コンペティション部門       | かがみの孤城 | ノミネート | [ 64 ] [ 73 ] |
| 第2回新潟国際アニメーション映画祭                | 蕗谷虹児賞                 | 丸尾みほ     | 受賞       | [ 74 ]        |
| 第31回シュトゥットガルト国際アニメーション映画祭 | ANIMOVIE（長編部門）特別賞 | かがみの孤城 | 受賞       | [ 75 ]        |

### テレビ放送
|   | テレビ局      | 番組名（放送枠名） | 放送日        | 放送時間 (JST) | 放送分数 | 世帯視聴率 | 個人視聴率 | 備考                           |
| - | ------------- | ------------------ | ------------- | -------------- | -------- | ---------- | ---------- | ------------------------------ |
| 1 | WOWOWシネマ   |                    | 2023年8月5日  | 20:00 - 22:00  | 120分    |            |            | WOWOWでの初回放送              |
| 2 | WOWOWプライム |                    | 2023年8月6日  | 11:30 - 13:30  | 120分    |            |            |                                |
| 3 | WOWOWプライム |                    | 2023年8月8日  | 20:00 - 22:00  | 120分    |            |            |                                |
| 4 | WOWOWシネマ   |                    | 2023年8月13日 | 12:00 - 14:00  | 120分    |            |            |                                |
| 5 | WOWOWシネマ   |                    | 2023年8月28日 | 16:00 - 18:00  | 120分    |            |            |                                |
| 6 | 日本テレビ    | 金曜ロードショー   | 2024年2月9日  | 21:00 - 23:09  | 129分    | 6.6%       | 4.5%       | 地上波初放送。放送枠15分拡大。 |